# 계력
계력(季歷, ?~?)은 중국(中國) 상(商)의 제후국인(諸侯國人)  주(周)의 제후(諸侯)이다. 성은 희(姬), 이름은 계력(季歷)이다. 고공단보(古公亶寶)의 셋째 아들이고, 서주 문왕(西周 文王)의 아버지이다.

## 생애
고공단보에게는 계력 외에 장남 태백, 차남 중옹이라는 아들이 있었다. 삼남인 계력의 아들·창이 태어났을 때 여러 가지 길조가 나타났으므로, 고공단보는 “우리 자손으로 번창하는 것이 있다고 하면, 그것은 창의 자손일까”라고 말하고 있었다. 고공단보가 계력이 뒤를 잇기를 원함을 헤아린 태백과 중옹은 계력이 뒤를 잇게 하기 위해 스스로 출분해 남쪽에서 오를 창시했다.
계력은 고공단보의 뒤를 이어 그 정치 자세를 계승하고 정의를 실시했으므로, 제후들은 여기에 따랐다. 상나라의 문정에게 감금되어 굶어 죽었다.

## 가계
- 조부 : 공숙조류(公叔祖類)
- 조모 : 본처(本妻)
  - 부왕 : 주 태왕(周 太王)
  - 모후 : 태강(太姜)
    - 추존왕 : 계력(季歷)
    - 추존왕후 : 태임(太任)
      - 아들 : 서주 문왕(周 文王)
      - 며느리 : 태사(太姒)
        - 아들 : 괵중(虢仲)
        - 아들 : 괵숙(虢叔)